# Muthulakshmi Reddy
Muthulakshmi Reddy   (Estat de Pudukkottai, 30 de juliol de 1886 - Chennai, 22 de juliol de 1968), escrit Reddi en algunes fonts índies britàniques, va ser una metgessa índia i una reformadora social guardonada amb el premi Padma Bhushan.
També va ser una activista política i social, que promogué la millora de la situació de les dones. Muttulakshmi Reddy va ser nomenada membre del Consell Legislatiu de Madras el 1926, un nomenament que encetava el seu permanent esforç per corregir la situació de les dones, eliminant els abusos socials de què eren objecte i treballant per la igualtat de drets.
També fou pionera en molts àmbitsː va ser la primera dona estudiant a ser admesa en una universitat masculina com el Maharajas College, la primera dona cirurgiana de l’Hospital de Maternitat i Oftalmologia del Govern, la primera dona legisladora a l’Índia britànica, la primera regidora de la Corporació Municipal de Chennai, la primera presidenta del Comitè consultiu estatal de Benestar Social, la primera dona vicepresidenta del Consell Legislatiu de Madras i la primera dona fundadora i directora de l'orfenat Avvai Home de Madras.
Reddy va néixer en el principat de Pudukkottai de Tamil Nadu. Tot i les diverses limitacions que hi havia per a les noies a l'Índia del seu temps, va acabar els estudis superiors i va ingressar a la professió mèdica. El 1907 es va incorporar al Madras Medical College, on va obtenir un historial acadèmic brillant. Amb diverses medalles d'or i premis que en reconeixien els mèrits acadèmics, Reddy es va graduar el 1912 per convertir-se en una de les primeres dones metgesses de l'Índia.

## Formació
Havia nascut en una família tàmil. El seu pare era S. Narayanaswami Iyer, el director del Maharaja's College. La seva mare era Chandrammal, una devadasi. El seu pare va ser allunyat de la família pel fet de casar-se amb una devadasi. Va desenvolupar una estreta relació amb la part materna de la seva família, i aquesta proximitat la va fer molt sensible a la comunitat devadasi i als seus problemes. Narayanaswami Iyer va trencar la tradició i va enviar Muthulakshmi Reddy a l'escola. El seu entusiasme per aprendre era tan gran que els professors de Muthulakshmi van decidir instruir-la en matèries més enllà de les aprovades pel seu pare. Quan va començar la pubertat, va haver de deixar l'escola, però la tutoria va continuar a casa. Chandrammal volia buscar-li un marit, però ella tenia diferents aspiracions. Va expressar la necessitat de ser diferent del comú. Estava en contra de la subordinació de les dones als homes i es rebel·lava cada vegada que sentia dir que només els nens necessitaven educació.
Quan Reddy va aprovar l'examen de matriculació, va sol·licitar l'admissió al Maharaja's College, però la seva sol·licitud no va ser ben rebuda per la directora ni pels pares d'altres estudiants. El fet de ser dona era un factor tan poc favorable com els seus antecedents. La directora va pensar que podria "desmoralitzar" els estudiants masculins. Martanda Bhairava, el raja de Pudukottai, una mica il·lustrat, va ignorar aquestes objeccions, va ordenar l'ingrés a la universitat i li va concedir una beca. El seu pare li va suggerir que es fes professora de l'escola, però tenia aspiracions més altes. Va ingressar al Madras Medical College, va completar els estudis el 1912 i es va convertir en cirurgiana de l'Hospital del Govern per a Dones i Nens a Chennai.
Més tard es va casar amb Sundara Reddy amb la promesa que la respectaria sempre com a igual i no obstaculitzaria mai els seus desitjos i aspiracions. El 1914, quan tenia vint-i-vuit anys, es van casar d'acord amb la Llei de matrimoni amb nadius de 1872. Després del matrimoni de Muthulakshmi amb Sundara Reddy, en va adoptar el cognom.
Durant els seus anys universitaris, Muthulakshmi va conèixer Sarojini Naidu i va començar a assistir a les reunions de dones. Hi va trobar dones que compartien les seves preocupacions i les van abordar en termes de drets de les dones. Les dues grans personalitats que van influir en la seva vida van ser Mahatma Gandhi i Annie Besant, que la van convèncer perquè es dediqués a l'atenció de dones i nens. Va treballar per l'emancipació de les dones en un moment en què estaven confinades a les quatre parets de casa seva.

## Activisme i acció política
Va anar a Anglaterra per fer estudis superiors i va renunciar a la seva gratificant pràctica en medicina per donar resposta a una sol·licitud de la Women's Indian Association (WIA) per entrar al Consell Legislatiu de Madras (actualment de Tamil Nadu) i en fou nomenada membre el 1929, convertint-se així en la primera dona a formar part de qualsevol legislatura a l'Índia. En ser-ne elegida per unanimitat vicepresidenta, va esdevenir també la primera dona del món a ser vicepresidenta d’un Consell Legislatiu, des d'on va liderar, entre altres objectius, la mobilització pel sufragi femení. 

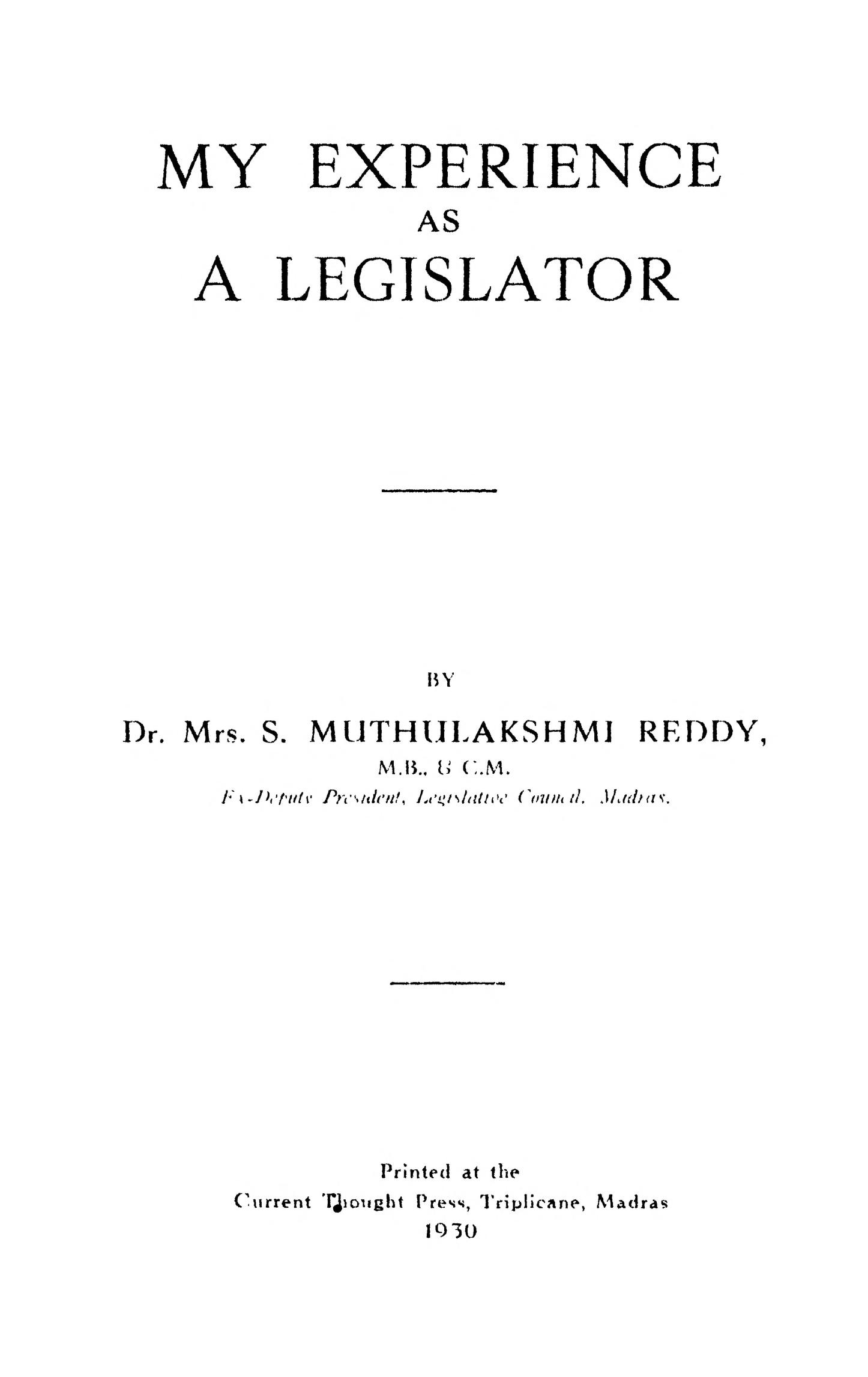
Portada de La meva experiència com a legisladora (1930)

Va treballar per l'eliminació del sistema devadasi, àmpliament prevalent a Tamil Nadu en aquella època, i va impulsar la legislació que l'abolia; amb aquest fi hagué de lluitar contra la dura resistència del lobby del Congrés. Va tenir un paper important a l’hora d’augmentar l'edat mínima de les dones a l’Índia per a contreure matrimoni. El 1930 va renunciar a la legislatura de Madras com a protesta després de l'empresonament de Mahatma Gandhi. El seu llibre La meva experiència com a legisladora recull les seves iniciatives respecte a les reformes socials adoptades per ella al Consell Legislatiu de Madras.
Reddy va ser responsable de moltes reformes socials. Va aprovar una resolució per establir un hospital especial per a dones i nens. El govern va acceptar el seu suggeriment i va obrir una secció infantil a la maternitat. La preocupaven els orfes, especialment les noies òrfenes. En va organitzar l'acolliment i allotjament gratuïts i així va començar l'activitat de l'Avai Home, a Chennai, creat el 1930. Va recomanar una inspecció mèdica sistemàtica dels estudiants de totes les escoles i col·legis, dirigida pels ajuntaments i altres organismes locals. Va iniciar mesures per millorar les instal·lacions mèdiques destinades als habitants de barris baixos. L'hospital Kasturba de Triplicane és un monument als seus continuats esforços.
Va ser la presidenta nacional de la Conferència de Dones de l’Índia. Va aprovar el projecte de llei per a la supressió de prostíbuls i el tràfic immoral de dones i nens. Es va obrir una llar per a noies i dones gràcies als seus esforços per proporcionar refugi a les víctimes rescatades dels bordells. També es va obrir un alberg per a noies musulmanes i es van concedir beques per a noies Harijan. Va recomanar al govern que l'edat mínima per al matrimoni s'elevés almenys fins als 21 anys per als nois i els 16 anys per a les noies. Reddy va impulsar també la creació i instal·lació de lavabos per a dones.
Durant la seva intervenció en la celebració del Centenari de 1935, va declarar el seu desig de crear un hospital per a pacients amb càncer. El primer ministre Jawaharlal Nehru va posar la primera pedra de l'Institut del càncer Adyar el 1952. L'hospital, que va començar a funcionar el 18 de juny de 1954, era el segon d'aquest tipus a l'Índia. Avui dia tracta prop de 80.000 pacients a l'any.

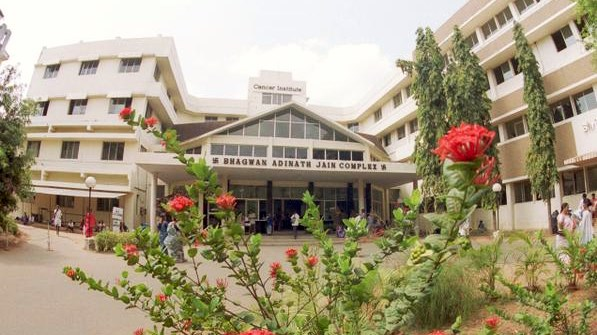
Institut del Càncer (WIA), també conegut com Adyar Cancer Institute, creat el 1954 sota la direcció de Muthulakshmi Reddy

Reddy també va crear el Fons d'Ajuda al Càncer. Ara s’ha convertit en una institució de tot el país que combina teràpia i investigació sobre el càncer i atreu pacients de tota l’Índia. Es va convertir en la primera presidenta de la Junta Estatal de Benestar Social. El seu treball al Hartog Education Committee, que va incorporar un estudi del progrés educatiu a l’Índia, fou un gran èxit. Com a única dona membre del comitè, va viatjar molt, va estudiar el progrés de l'educació de les dones a tot el país i va aportar moltes millores. També va ser l'editora de Roshini, una important revista d’AIWC.
Va continuar lluitant per la seva causa fins al final dels seus dies i mai va deixar que res se li interposés. Als 80 anys era encara enèrgica i vibrant. Les seves preocupacions humanes la van allunyar de la política i es va adherir a la seva missió i als seus camins gandhians. El president de l’Índia li va concedir el Padma Bhushan el 1956. Els seus dos regals monumentals destacats per a l’Índia segueixen sent l’Avvai Home (per a nens) i l’Institut del Càncer.

## Suport a la llengua i les persones tàmils
Va participar en la revolta de la llengua hindi. Va treballar per al moviment de la música tàmil, el desenvolupament de la llengua tàmil i va participar en les protestes per augmentar el salari de professors i escriptors tàmils. Va ser redactora de la revista mensual Sthree Dharumam per a dones, dirigida per l'Associació de Dones de l'Índia.

## Reconeixements
El Govern de l'India va conferir-li el Padma Bhushan el 1956 en reconeixement dels seus meritoris serveis a la nació.
Reddy va inspirar un premi que es concedeix a les dones que han donat servei en la prevenció del càncer.
El 30 de juliol de 2019, Google va mostrar un Doodle celebrant el que hauria estat el seu 133è aniversari.